# Junichi Inamoto
Junichi Inamoto (født 18. september 1979) er en japansk fodboldspiller, som for øjeblikket spiller for den japanske fodboldklub, Kawasaki Frontale. Han er desuden en del af det japanske fodboldlandshold, og blev blandt andet udtaget til VM i fodbold 2010.